# Звезда (знаменитость)
«Звезда́» (англ. star, фр. étoile) — человек публичной профессии, достигший успеха в своей области, ставший широко известным среди самых разных слоёв населения и привлекающий повышенное внимание телевидения и прессы.

Различные образы певицы Мадонны

Наиболее часто звёздами становятся актёры и актрисы театра и кино, певцы и певицы (чаще — популярных жанров), спортсмены, представители сферы представлений (шоу-бизнеса) и развлекательной индустрии — манекенщицы, фотомодели и тому подобное. Бывает, что известность не связана с талантами или достижениями звезды, а является результатом информационной активности персоны (см. пиар).
Благодаря своей известности звёзды имеют многочисленных поклонников, которые зачастую самоорганизовываются во всевозможные фан-клубы и сообщества, передвигаются по миру, чтобы не пропустить любое публичное появление объекта своего внимания и отслеживают малейшие его действия (в том числе и выходящие за профессиональную область деятельности данной знаменитости).
В европейском и российском театре конца XIX — начала XX века для обозначения театральных знаменитостей использовалось французское слово этуа́ль (фр. étoile «звезда»). В советское время это понятие было принижено: Словарь Ушакова определяет этуаль как модную актрису, выступающую в лёгких жанрах: фарсе, лёгкой комедии, водевиле, оперетте, с эстрады и тому подобное.
В балетной труппе Парижской национальной оперы это звание, как определение вершины иерархического статуса танцовщиков, было введено официально: первой женщиной, возведённой в ранг этуаль, была Соланж Шварц (1938 год); первым мужчиной — Серж Перетти (Serge Peretti; 1941 год).
Слово звезда имеет свои производные, конкретизирующие область деятельности: 
кинозвезда, 
поп-звезда, 
рок-звезда, 
приглашённая звезда. 
Для людей без определённого рода занятий (например, богатых наследников) обычно применяется наименование светский лев или светская львица.
В США в Золотой век Голливуда сложилась система кинозвезд, когда каждая крупная студия (англ. major film studio) имела свою номенклатуру популярных актёров, на узнаваемость которых делалась ставка при производстве кинофильмов. При этом студиями предпринимался комплекс мер по их «раскрутке» и поддержанию популярности. Позднее связка «киностудия — кинозвезда» стала менее жёсткой. В настоящее время голливудская кинозвезда — фигура относительно самостоятельная.
Термин звезда широко используется на телевидении и в прессе, часто фигурируя в названиях различных телепередач («Звёздная Академия», «Фабрика звёзд», «Стань звездой», «В поисках новых звёзд» и тому подобное).
Л. Е. Гринин в ряде своих работ раскрывает социологические и психологические характеристики современных звезд, а также прослеживает последствия их влияния на общество и культуру. Он говорит о новом социальном слое — «людях известности», чью известность и славу необходимо рассматривать как один из видов ресурсов, которые наряду с властью, богатством, престижем, статусом и привилегиями создают важнейшие линии неравенства в обществе и его структурирование в соответствии с этими линиями. Стремление к славе создает в обществе очень важные направления распределения благ, а влияние людей известных и знаменитых становится существенным фактором общественного развития.
С развитием средств массовой информации у творческих людей увеличились возможности донесения информации о себе и результатах своего творчества до широкой публики. Особое значение для знаменитостей имело появление Интернета и социальных сетей. До этого публичные образы во многом формировали не сами знаменитости, а магнаты шоу-бизнеса, теперь же сами знаменитости стали своего рода средствами массовой информации. Социальные сети также породили огромное число влиятельных людей, известных преимущественно в Интернете (инфлюенсеров).
Со временем возрастала политизация знаменитых людей, которые к концу XX века стали побеждать в выборах на различные политические должности. Например, популярный киноактёр Рональд Рейган стал президентом США; ведущий радио- и телешоу, профессиональный рестлер Джеймс Джордж Янош, известный под псевдонимом Джесси Вентура, и знаменитый киноактёр Арнольд Шварценеггер стали губернаторами штатов (Миннесоты и Калифорнии соответственно), киноактёр Клинт Иствуд стал мэром города Кармел в Калифорнии. 
Предвыборная поддержка «звёзд» стала важной составляющей избирательных компаний. Например, в 2008 году поддержка президентской избирательной кампании Барака Обамы со стороны известной телеведущей Опры Уинфри заметно повлияла на результаты выборов — согласно некоторым подсчетам, она принесла Обаме свыше миллиона голосов.